# Miss Kittin
Miss Kittin, właśc. Caroline Hervé (ur. w 1973 w Grenoble) – francuska DJ-ka. Debiutowała w kwietniu 1993. Związana jest z gatunkiem muzyki elektronicznej zwanej electroclashem.

## Dyskografia

### Albumy
- 2001: First Album (Miss Kittin & The Hacker)
- 2002: On the Road
- 2002: Or (Miss Kittin & Golden Boy)
- 2003: Miss Kittin: Radio Caroline, Vol.1
- 2004: I Com
- 2004: First Album (Bonus Tracks)
- 2005: Mixing Me (EP)
- 2006: Live at Sonar
- 2008: Batbox
- 2009: Two (Miss Kittin & The Hacker)

### EP/single
- 1998: Champagne
- 1999: Intimites
- 2002: Frank Sinatra/DJ Song
- 2003: Stock Exchange
- 2004: Professional Distortion
- 2004: Requiem for a Hit
- 2005: Happy Violentine